# ألين إدواردز
ألين إدواردز (16 ديسمبر 1975 بميامي في الولايات المتحدة - ) (بالإنجليزية: Allen Edwards)‏ هو مدرب كرة سلة ولاعب كرة سلة أمريكي في مركزي مدافع مسدد الهدف وهجوم صغير الجسم. لعب مع كنتاكي وايلدكاتس ‏.

## وصلات خارجية
- ألين إدواردز على موقع كرة السلة الأوروبية.كوم (الإنجليزية)
- ألين إدواردز على موقع كلية كرة السلة في سبورتس رفرنس.كوم (الإنجليزية)
- ألين إدواردز على موقع كلية كرة السلة في سبورتس رفرنس.كوم (الإنجليزية)